# Міжнародний анімаційний фестиваль у Хіросімі
Міжнародний анімаційний фестиваль у Хіросімі (яп. 広島国際アニメーションフェスティバル, англ. Hiroshima International Animation Festival) — міжнародний анімаційний фестиваль, що проводиться кожний другий рік у місті Хіросіма, Японія.

## Історія

Постер першого фестивалю (1985) з девізом «Любов і мир».

Фестиваль було засновано у 1985 році Міжнародною асоціацією анімаційного кіна (ASIFA), як Міжнародний анімаційний фестиваль за мир у всьому світі. Місто Хіросіма було одним з місць, що постраждали від ядерного бомбардування у 1945 році, наприкінці Другої світової війни, тому його обрали для проведення заходу, яке за допомогою мистецтва буде надихати людство на думки про єдність. Цей фестиваль займає місце серед таких поважних анімаційних фестивалів, як Міжнародний фестиваль анімаційних фільмів в Ансі, Міжнародний анімаційний фестиваль в Оттаві та Всесвітній фестиваль анімаційних фільмів у Заґребі.
Перші два фестивалі було проведено у непарні роки (1985 та 1987), а вже з 1990 року фестиваль проводять кожний другий рік у парні роки. У 2008 році відбувся 12-ий фестиваль, що тривав 5 днів. Одним з господарів фестивалю виступає місто Хіросіма. Проходить він поблизу Хіросімського меморіального «Парку миру» в центрі міста.
Засновниками фестивалю вважаються Сайоко Кіношита та її чоловік Рензо Кіношита. Подружжя Кіношита — відомі особи у світі незалежної анімації. Вони заснували японський відділ ASIFA. Сайоко Кіношита була директором фестивалю від самого його початку. Згодом вона також стала президентом ASIFA.
На першому фестивалі у 1985 році, Ґран-прі отримала стрічка «Старий фільм» аніматора Осаму Тедзука, який на наступному фестивалі став одним з членів журі. Така практика часто повторювалась і багато хто з головних переможців одного фестивалю ставав суддєю наступного.

## Володарі Ґран-прі
- 1985 — Старий фільм (Broken Down Film) — Осаму Тедзука (Японія)
- 1987 — Людина, яка саджала дерева (The Man Who Planted Trees) — Фрідерік Бек (Канада)
- 1990 — Корова — Олександр Петров (СРСР)
- 1992 — Людина з піску (The Sandman) — Пол Беррі (Велика Британія)
- 1994 — Могутня річка (The Mighty River) — Фрідерік Бек (Канада)
- 1996 — Репете (Repete) — Міхаела Павлатова (Чехія)
- 1998 — Бабуся і голуби (The Old Lady and the Pigeons) — Сільвен Шоме (Канада)
- 2000 — Коли починається день (When the Day Breaks) — Венді Тілбі та Аманда Форбіс (Канада)
- 2002 — Батько і донька (Father and Daughter) — Міхаель Дудок Де Віт (Велика Британія / Нідерланди)
- 2004 — Голова-гора (Mt.Head) — Кодзі Ямамура (Японія)
- 2006 — Молоко (Milch) — Ігор Ковальов (США)
- 2008 — «Сільський лікар» Франца Кафки (Franz Kafka's «A Country Doctor») — Кодзі Ямамура (Японія)
- 2010 — Зла людина (Sinna mann) — Аніта Кіллі (Норвегія)
- 2012 — Я бачив як миші ховали кота (Я видел, как мыши кота хоронили) — Дмитро Геллер (Китай)

## Премія Хіросіма
- 2008 — Дім із маленьких кубиків (La Maison en Petits Cubes) — Като Куніо (Японія)

## Премія глядацьких симпатій
- 2008 — Дім із маленьких кубиків (La Maison en Petits Cubes) — Като Куніо (Японія)